# Eordis
Els eordis (en grec antic: Ἐορδοί, Eordaei) eren el poble que habitava la regió d'Eòrdia, a l'alta Macedònia.
Cap al segle vii aC els prínceps temènides els van expel·lir del país, que no obstant va conservar el seu nom, segons Tucídides. A la part més muntanyosa van restar algunes petites ciutats poblades pels eordis, que van subsistir fins a la conquesta romana.